# Джеймс Тиберий Кирк
Джеймс Тиберий Кирк (англ. James Tiberius Kirk, в других переводах — Кёрк) — персонаж научно-фантастического телевизионного сериала «Звёздный путь: Оригинальный сериал» и его многочисленных продолжений. Адмирал Звёздного флота. Упоминается и пародируется во многих других произведениях культуры.
В его честь назван кратер Кирк на Хароне.

## Биография
О месте рождения и детстве Джеймса Кирка доподлинно ничего не известно. Тем не менее в полнометражном фильме «Звёздный путь IV: Дорога домой» Кирк говорит, что он родом из штата Айова (англ. «I'm from Iowa, I only work in outer space»). На официальном сайте «Звёздного пути» также имеется уточнение, говорящее, что он родился в Риверсайде (штат Айова).
В альтернативной вселенной, в фильме «Звёздный путь» (2009), он родился в аварийной спасательной капсуле, отправленной с корабля, капитаном которого был его отец; корабль подвергся нападению ромуланцев и был уничтожен, но находившиеся в капсуле уцелели и вернулись на Землю.
Не существует и точной даты его рождения. В то же время на официальном сайте эпопеи днем рождения Кирка обозначено 22 марта 2233. Вероятно, это связано с тем, что 22 марта — день рождения исполнителя роли Кирка Уильяма Шетнера. В фильме «Звёздный путь» (2009) день рождения Джеймса Кирка уже приходится на дату 27 марта 2233 (Звёздная дата 2233.03).
Он, вероятно, какое-то время жил на Тарсусе IV (англ. Tarsus IV) и был одним из девяти выживших свидетелей резни 4000 колонистов.
Кирк был выдающимся студентом Академии Звездного Флота, которую он успешно закончил в 2250 в звании Кадета. Несмотря на то, что он сжульничал проходя тест «Kobayashi Maru». Джеймс стажировался на звездолете «Республика» (англ. USS Republic), после чего, в 2251, он в звании энсина вернулся в Академию и занял должность инструктора. В 2254 он в звании лейтенанта получил назначение на звездолет «Фаррагут» (англ. USS Farragut  NCC-1647).
Сколько-нибудь конкретной информации о жизни Кирка между 2254 и 2263 годами нет. Однако предполагается, что около 2255 он получил звание лейтенанта-коммандера. Также принято считать, что в 2260 он был назначен ответственным за ремонт и переоборудование звездолета «Энтерпрайз». После окончания работ он в течение десяти лет служил на «Энтерпрайзе» под командованием капитана Кристофера Пайка. В 2263, после очередного повышения Пайка, Кирк был назначен капитаном звездолета. Однако, в эпизоде «Зверинец (часть 1)» сам Кирк на вопрос комодора звездной базы 11 «Вы встречались с Крисом Пайком?», отвечает: «Да, когда его сделали капитаном флота. Я принял у него Энтерпрайз.»
Под командованием Кирка «Энтерпрайз» (англ.  USS Enterprise NCC-1701) в 2264—2269 совершил свою историческую пятилетнюю исследовательскую миссию.
Через несколько лет после её окончания Кирку было присвоено звание контр-адмирала и он занял пост руководителя отдела операций Звездного Флота.
В 2271 для сражения в ВиДжерском Кризисе адмирал Кирк принял временное командование «Энтерпрайзом».
Биография Кирка между 2271 и 2284 неизвестна. Известно только, что в этот промежуток времени он ушел в отставку, но около 2282 года вернулся на службу.
В 2284 Кирк ненадолго собирал команду «Энтерпрайза» для преследования своего давнего врага — Хана Сингха. В 2285 за «кражу» «Энтерпрайза» и саботаж звездолета USS Excelsior NX-2000 для спасения своего друга Спока Кирк был разжалован до капитана и получил назначение на новый «Энтерпрайз NCC-1701-A» (англ. USS Enterprise NCC-1701-A). Он командовал этим судном до 2293, когда звездолет был списан.
В 2293 Клингонский суд приговорил Кирка к заключению в одной из колоний-шахт за убийство клингонского канцлера Горкона. Однако позже он был освобожден, что является заслугой Спока, а обвинение с него было снято.
В том же году при испытаниях нового корабля «Энтерпрайз-В» Кирк исчез (и, как предполагалось, погиб). На самом деле он попал во временную аномалию, где встретился с капитаном Пикаром из 2371 года и помог ему остановить Толиана Сорана, решившего погубить 230 миллионов жизней.
Во время последней битвы Кирк помог Пикару разрушить план Сорана, упал со скалы и погиб.
После окончания телевизионной истории Кирка Уильям Шетнер с соавторами написал несколько неофициальных романов, в которых Кирк «вернулся из мёртвых».

## Появления в кинофраншизе
- Звёздный путь: Оригинальный сериал
- Звёздный путь: Анимационный сериал
- Звёздный путь: Фильм
- Звёздный путь 2: Гнев Хана
- Звёздный путь 3: В поисках Спока
- Звёздный путь 4: Дорога домой
- Звёздный путь 5: Последний рубеж
- Звёздный путь 6: Неоткрытая страна
- Звёздный путь: Поколения
- Звёздный путь: Странные новые миры